# 태안반도

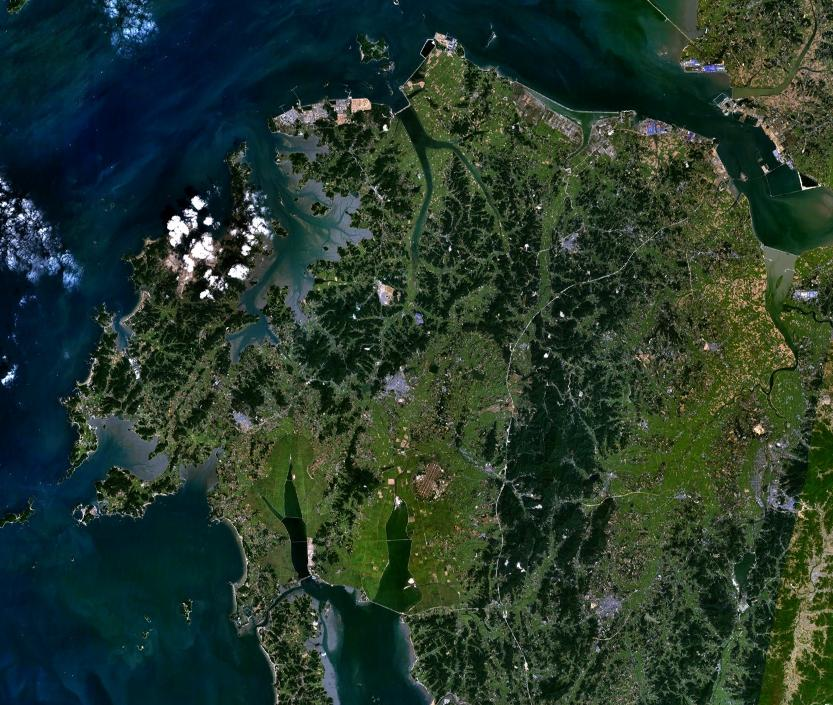
태안반도

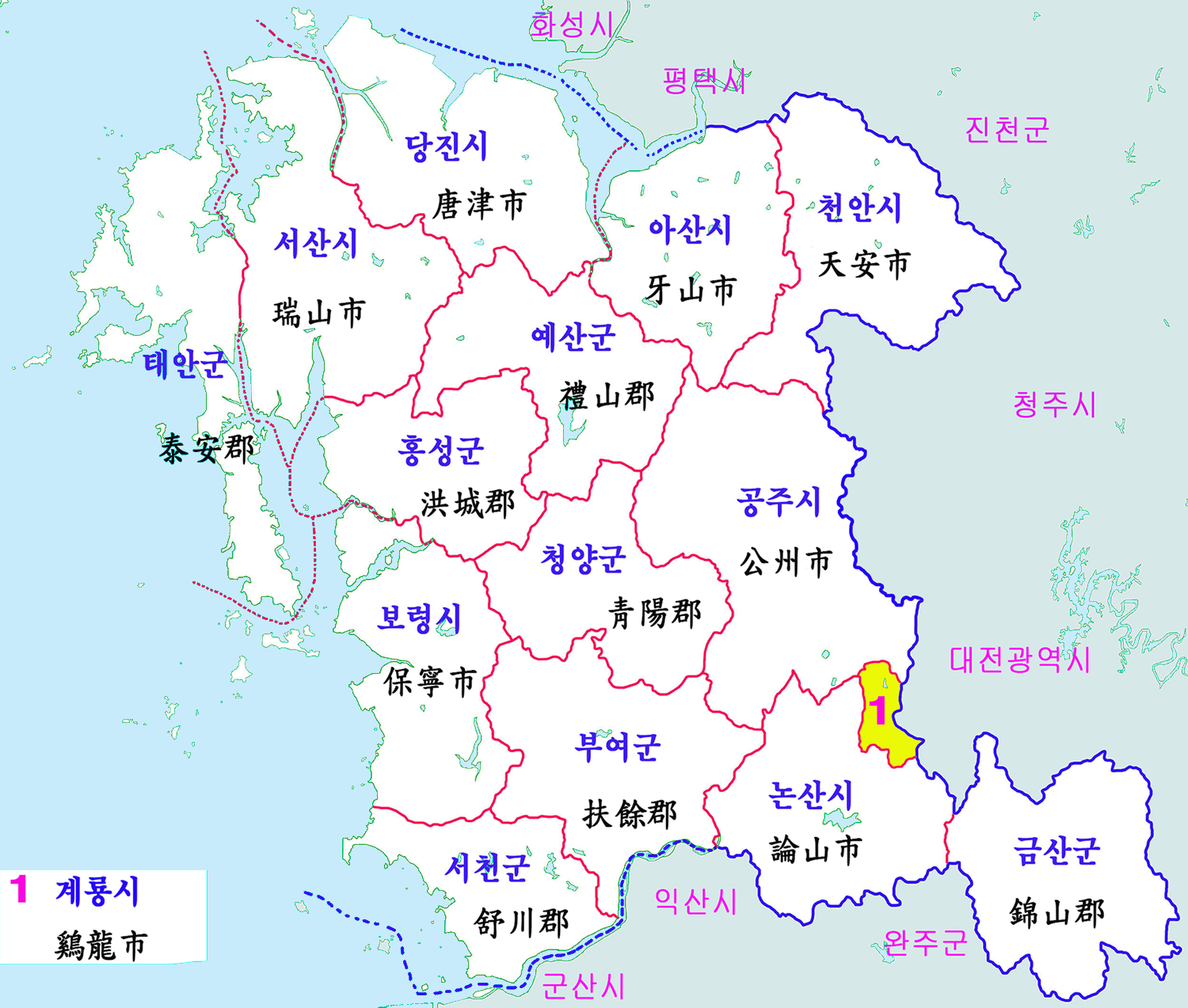
충청남도의 북서부에 위치한 태안반도

태안반도(泰安半島)는 대한민국의 충청남도 북서부에 위치한 반도이다. 행정구역상으로는 충청남도 태안군·서산시·당진시가 이에 속한다.

## 같이 보기
- 태안해안 국립공원
- 안면도
- 천수만
- 가로림만